# 岛蜥属
岛蜥属（学名：Emoia）是爬行纲有鳞目蜥蜴亚目石龙子科的一属，主要分布于太平洋的岛屿上。

## 特征
岛蜥属蜥蜴腭骨Alpha型；前颌齿11枚；麦克尔氏管完全被齿骨覆盖。有上鼻鳞；吻鳞与额鼻鳞相接成一鳞沟，颈鳞与顶鳞平齐；颞鳞显著，仅1枚与顶鳞相接；额顶鳞1枚；眼睑发达，下眼睑具有透明睑窗。通体鳞片平滑；肛前鳞小而多；趾背面覆单行鳞片。